# Marc-Antoine et Pussyfoot
Marc-Antoine et Pussyfoot (Marc Antony and Pussyfoot) sont des deux personnages des cartoons Looney Tunes. C'est un chien et un chaton créés par Chuck Jones. leur première apparition date de 1952 dans le dessin animé Un gros dur au cœur tendre (1952).

## Filmographie
- Un gros dur au cœur tendre (Feed the Kitty) (1952)
- Pour une poignée de fromage (Kiss Me Cat) (1953)
- À crocs et à griffes (Feline Frame-Up) (1954)
- Le Chien de garde (Cat Feud) (1958)